# Omitama
Omitama (小美玉市, Omitama-shi) é uma cidade japonesa localizada na província de Ibaraki.
Em 2020, a cidade tinha uma população estimada em 48.776 habitantes em 18.311 domicílios e uma densidade populacional de 337 h/km². A área total da cidade é de 144,74 km².
Recebeu o estatuto de cidade em 27 de Março de 2006.

## Geografia
Omitama está localizada no centro da prefeitura de Ibaraki, nas planícies baixas ao norte do Lago Kasumigaura.

## Municípios vizinhos

### Prefeitura de Ibaraki
- Ishioka
- Namegata
- Hokota
- Kasama
- Ibaraki

## Clima
Omitama tem um clima continental úmido (Köppen Cfa) caracterizado por verões quentes e invernos frios com neve leve. A temperatura média anual em Omitama é de 13,7 °C. A média anual de chuvas é de 1357 mm com setembro como o mês mais úmido. As temperaturas são mais altas em média em agosto, em torno de 25,6 °C, e as mais baixas em janeiro, em torno de 2,8 °C.

## História
A cidade de Omitama foi fundada em 27 de março de 2006, a partir da fusão das cidades de Ogawa e Minori, ambas do distrito de Higashiibaraki e da vila de Tamari, do distrito de Niihari. A nova cidade tomou seu nome de partes dos três nomes mais antigos da cidade e da aldeia de onde foi formada, Ogawa, Minori, Tamari.

## Economia
A agricultura é o pilar da economia local, com safras de dinheiro, incluindo cebolinha, morangos e melões.

## Transporte

### Ferrovias
- JR East – Linha Jōban

### Rodovias
- Jōban Expressway – Área de Estacionamento Menori
- Rota Nacional 6
- Rota Nacional 355

### Aeroporto
- Aeroporto de Ibaraki

## Galeria de imagens

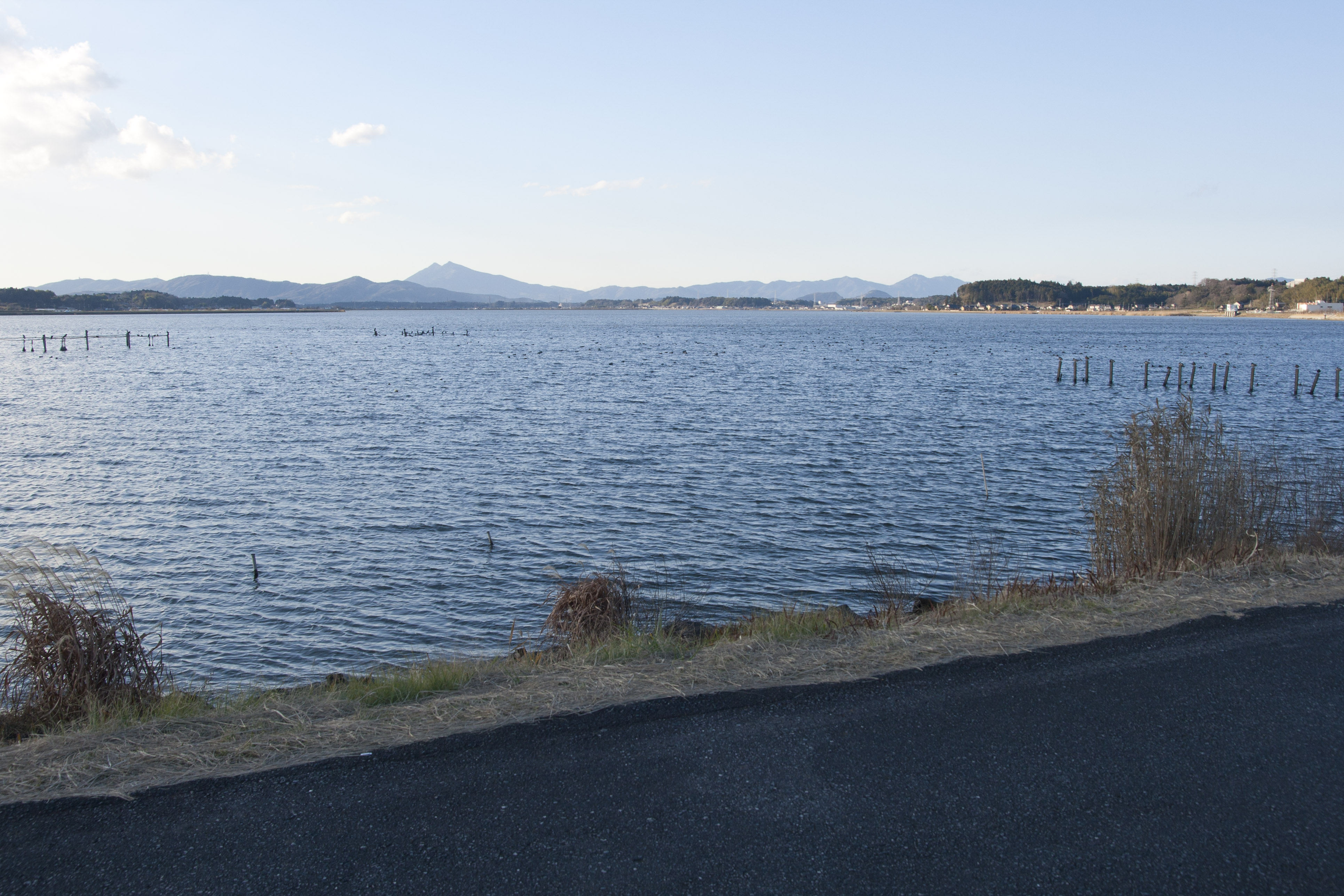
Lago Kasumigaura em Omitama
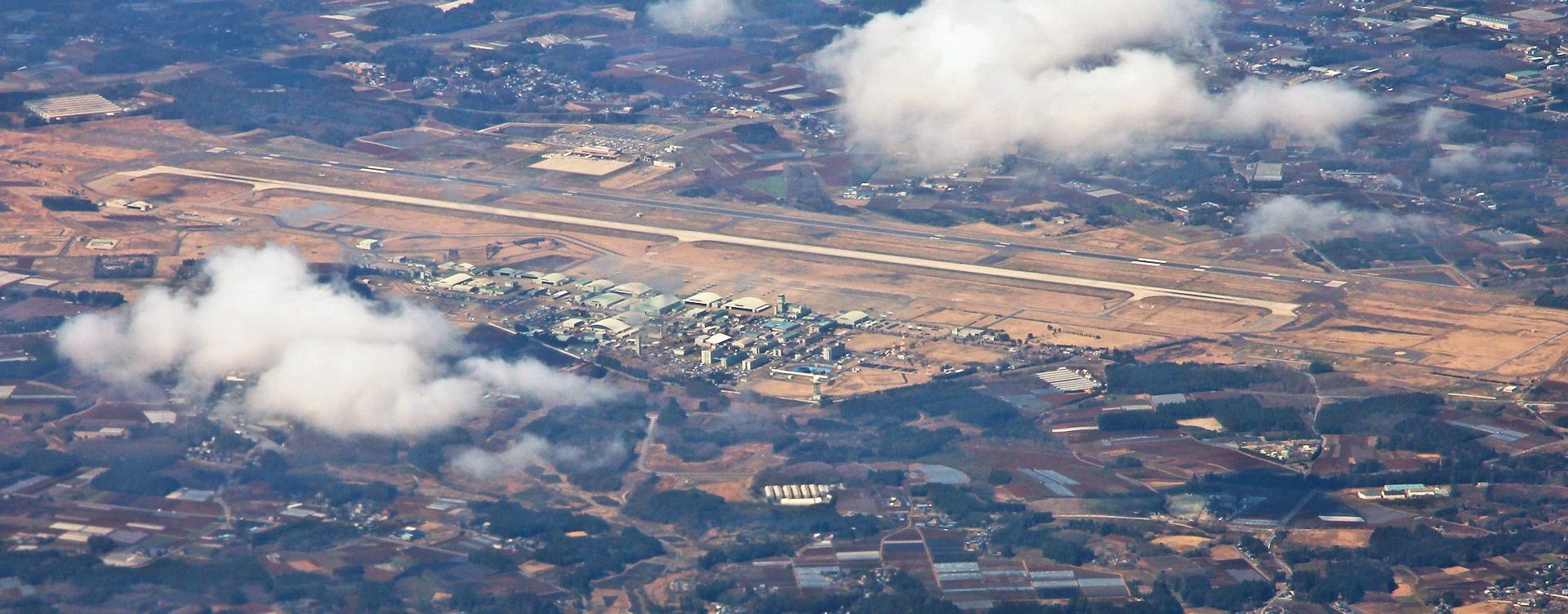
Aeroporto de Ibaraki em Omitama
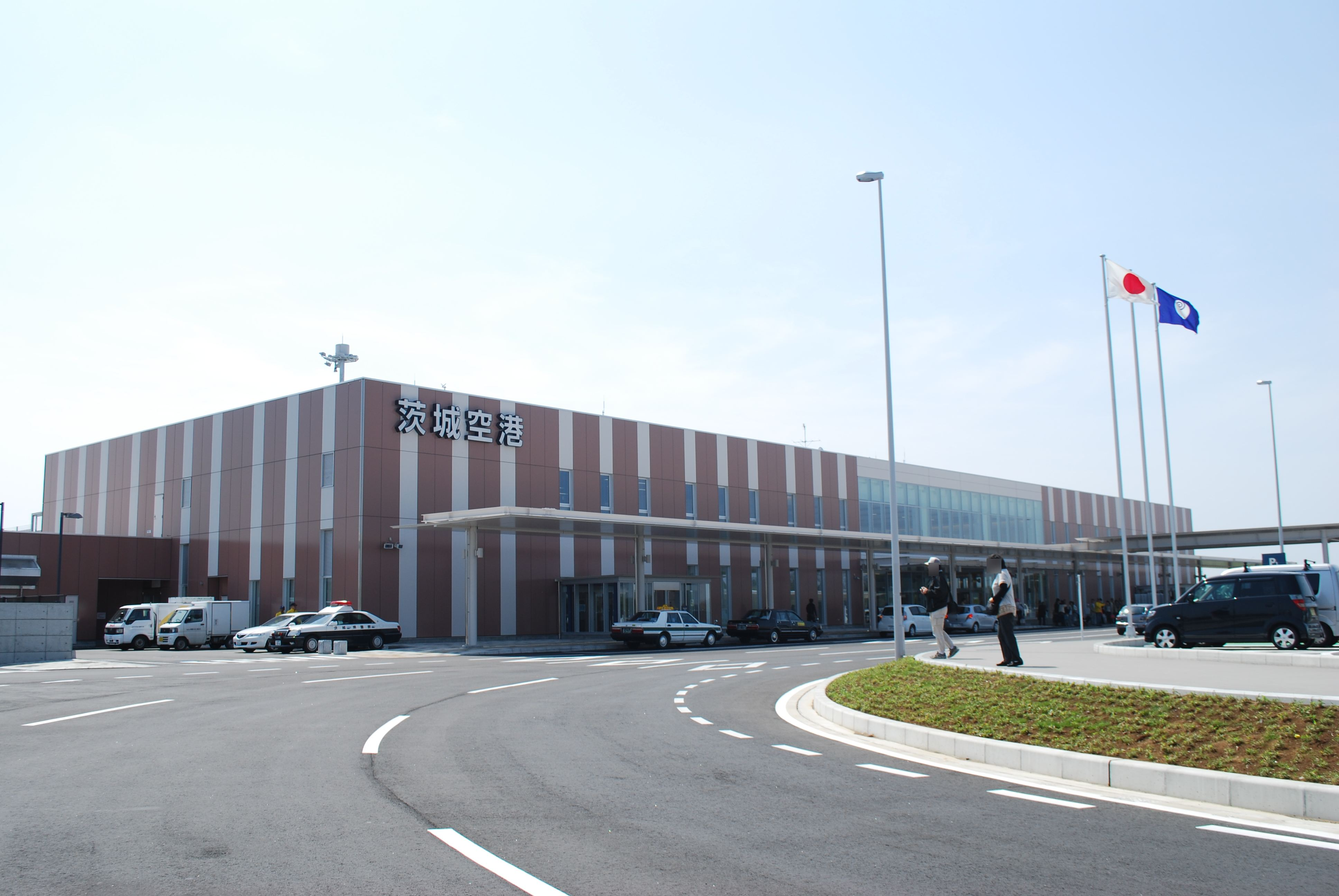
Aeroporto de Ibaraki em Omitama

## Cidade-irmã
- Abilene, Estados Unidos